# Альбертівка
Альбертівка (рос. Альбертовка, пол. Albertówka) — колишня колонія у Базарській волості Овруцького повіту Волинської губернії та Маломіньківській і Великокліщівській сільських радах Базарського району Коростенської й Волинської округ, Київської та Житомирської областей.

## Населення
У 1900 році в селі проживало 183 мешканці, дворів — 31, у 1906 році налічувалося 18 дворів та 100 мешканців.
Кількість населення, станом на 1923 рік, становила 375 осіб, кількість дворів — 98.
Станом на 1 жовтня 1941 року кількість дворів складала 35 одиниць з 150 мешканцями в них, в тому числі: чоловіків — 62 та жінок — 88.

## Історія
В кінці 19 століття — село Базарської волості Овруцького повіту, за 36 верст від Овруча.
В 1906 році — колонія Базарської волості (1-го стану) Овруцького повіту Волинської губернії. Відстань до повітового центру, м. Овруч, становила 40 верст, до волосної управи в містечку Базар — 10 верст. Поштово-телеграфне відділення знаходилось в Овручі.
У 1923 році увійшла до складу новоствореної Мало-Міньківської сільської ради Базарської волості. 18 лютого 1923 року, відповідно до рішення Волинської ГАТК (протокол № 1 «Про об'єднання населених пунктів у сільради, зміну складу і центрів сільрад»), передане до складу Великокліщівської сільської ради, котра, від 7 березня 1923 року, стала частиною новоствореного Базарського району Коростенської округи. Розміщувалася за 8 верст від районного центру, міст. Базар, та версту від центру сільської ради, с. Великі Кліщі.
Об'єднана з кол. Королівка в с. Королево-Альбертівка, котре, 7 червня 1946 року, відповідно до указу Президії Верховної ради Української РСР «Про збереження історичних найменувань та уточнення і впорядкування існуючих назв сільрад і населених пунктів Житомирської області», перейменоване в с. Поліське.